# The Urinals
The Urinals (noti anche come 100 Flowers e Chairs of Perception) è un gruppo musicale statunitense. Conosciuti per il loro approccio minimalista alla scrittura e alla registrazione di canzoni (i loro testi sono stati chiamati "punk haiku"), la band ha influenzato altre band degli anni '70 e '80 come i Minutemen. Loro brani sono stati ripresi da gruppi come Yo La Tengo, Minutemen, Butthole Surfers e molte altri.

## Storia
Il gruppo si formò a Los Angeles nel 1978 da John Talley-Jones, Kjehl Johansen e Kevin Barre come parodia di una band punk rock esibendosi per la prima volta nel dormitorio della Dykstra Hall dell'UCLA. Seguirono altre esibizioni nel campus sebbene nessuno dei membri sapesse suonare il proprio strumento. Il primo spettacolo fuori dal campus si tenne al Raul's di Austin, in Texas. Tornati a Los Angeles, suonarono con gruppi come The Go-Go's e Black Flag.
Il produttore Vitus Mataré di The Last cvide una loro esibizione a una festa di Halloween al Dykstra e gli produsse un primo EP di quattro canzoni. La band  cambiò poi genere, spostandosi verso il post punk cambiando anche nome in 100 Flowers ma si sciolse nel 1983. Nel 1996, la band si riformò come The Urinals pubblicando un album con materiale inedito nel 2003. In seguito cambiò nuovamente nome in Chairs of Perception per poi tornare al vecchio nome, The Urinals, nel 2008.

## Discografia

### Album
- 1983 - 100 Flowers (come 100 Flowers)
- 1984 - Drawing Fire (come 100 Flowers)
- 2003 - What Is Real and What Is Not
- 2015 - Next Year at Marienbad
- 2019 - Pin The Needl

### singoli ed EP
- 1978 - The Urinals
- 1979 - Another EP
- 1980 - Sex
- 1982 - Presence of Mind (come 100 Flowers)
- 2019 - Fascist Groove Thang (come 100 Flowers)
- 2020 - FGT RMX (come 100 Flowers)

### Compilation
- 1990 - 100 Years of Pulchritude (come 100 Flowers)
- 1996 - Negative Capability... Check It Out!

## Membri
- John Talley-Jones: basso e voce (1978-1983; dal 1996)
- Kevin Barrett: batteria giocattolo, batteria e voce (1978-1983; dal 1996)
- Delia Frankel: voce (1978)
- Steve Willard: chitarra (1978)
- Kjehl Johansen: chitarra, voce e organo giocattolo (1978-1983, 1996-1998)
- Rod Barker: chitarra, voce (1998-2005)
- David Nolte: chitarra, voce (1998)
- Rob Roberge (chitarra, voce: dal 2006)